# Congrégation bénédictine d'Autriche

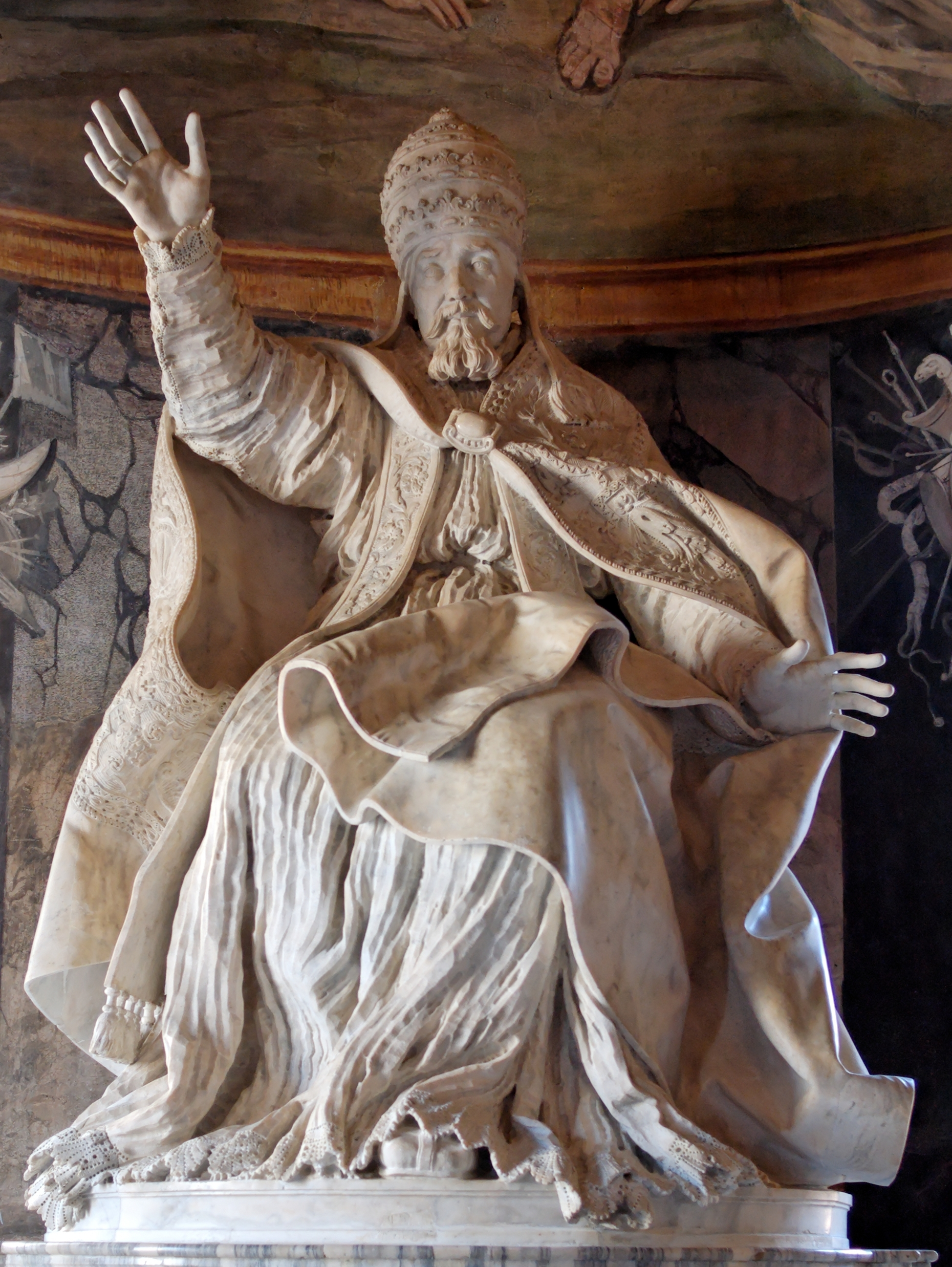
Urbain VIII (1568-1623-1644), par Le Bernin

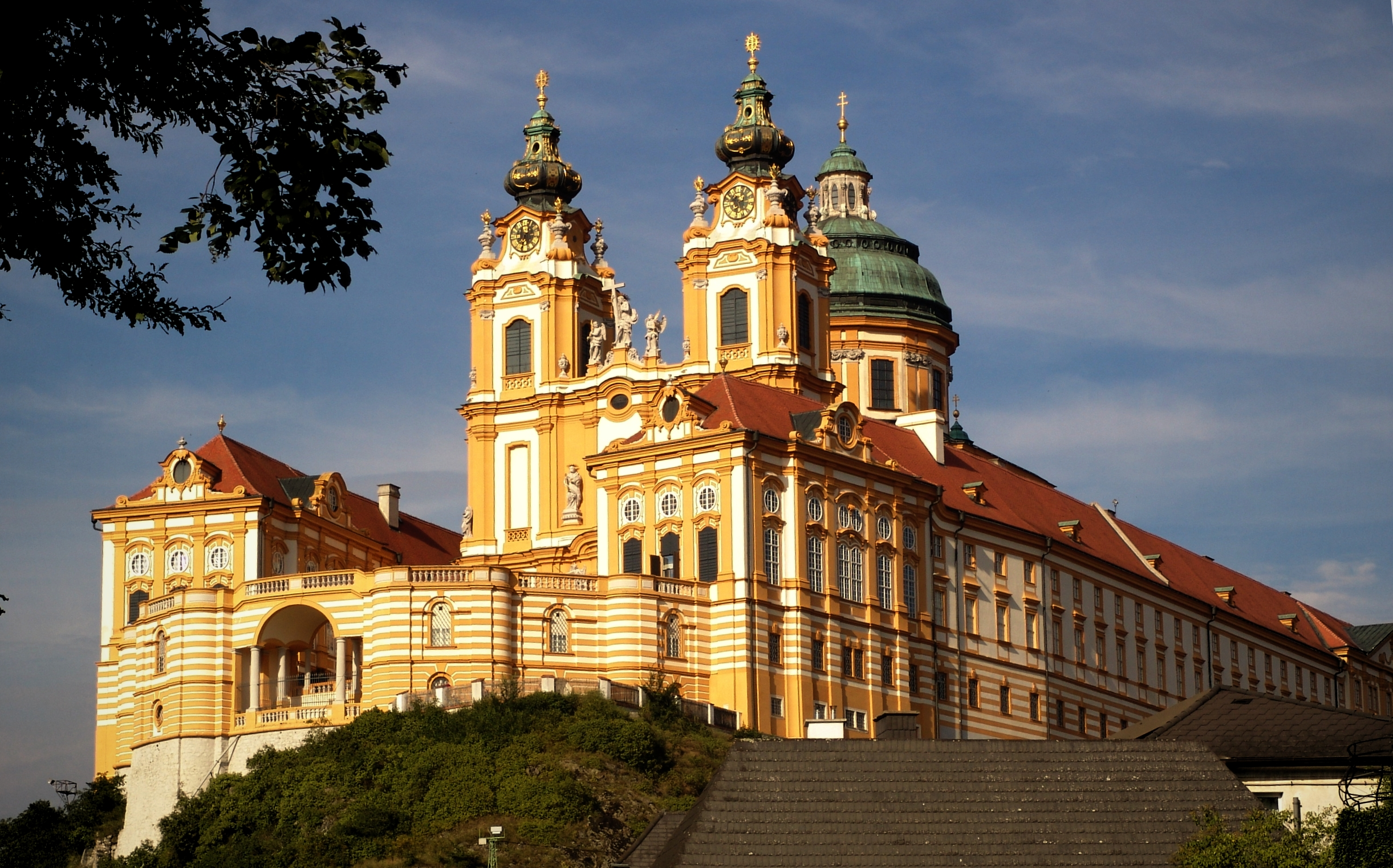
Abbaye de Melk

La congrégation bénédictine d'Autriche est une congrégation d'abbayes bénédictines d'Autriche, formée à l'instigation du Pape Urbain VIII, le 3 août 1625. Elle a fusionné avec la congrégation bénédictine de Salzbourg, le 8 décembre 1930, sous le pontificat de Pie XI. 
La congrégation, faisant partie de la confédération bénédictine, comprend aujourd'hui 14 abbayes et prieurés (en 2006).

## Liste des maisons de la congrégation
- Abbaye d'Admont (Styrie)
- Abbaye d'Altenburg (Basse-Autriche)
- Abbaye de Göttweig (Basse-Autriche)
- Prieuré de Gut Aich (État de Salzbourg
- Abbaye de Kremsmünster (Haute-Autriche)
- Abbaye de Lambach (Haute-Autriche)
- Abbaye de Melk (Basse-Autriche)
- Abbaye de Michaelbeuern (État de Salzbourg)
- Schottenstift (Abbaye de ND aux Écossais) (Vienne)
- Abbaye de Seitenstetten (Basse-Autriche)
- Prieuré Saint-Joseph de Maria Roggendorf (Basse-Autriche)
- Abbaye Saint-Lambert (de) à Sankt Lambrecht (Styrie)
- Abbaye Saint-Paul du Lavanttal (Carinthie)
- Archi-abbaye Saint-Pierre de Salzbourg qui administre le collège Saint-Benoît (Kolleg Sankt Benedikt).